# Thanh Lương, Thanh Chương
Thanh Lương là một xã thuộc huyện Thanh Chương, tỉnh Nghệ An, Việt Nam.
Xã Thanh Lương có diện tích 8,93 km², dân số năm 1999 là 6620 người, mật độ dân số đạt 741 người/km².